# 李哲民
李哲民（韓語：이철민，1970年7月11日—），韓國男演員。1991年通过电影《將軍的兒子2》出道，此后参演《野人时代》《與犯罪的戰爭：壞家伙的全盛時代》《黃海》《隧道》《延坪海戰》《高麗契丹戰爭》等热门作品，2016年凭借电视剧《壬辰倭乱1592》的演出获得观众喜爱。

## 演出作品

### 電視劇
- 1995年：KBS《年經人的場地》
- 1996年：KBS《初戀》飾演 餐廳職員
- 1998年：KBS《赤腳青春》
- 1998年：KBS《野望的傳說》
- 2000年：KBS《太祖王建》
- 2000年：KBS《充滿太陽》
- 2001年：SBS《律師情人》
- 2002年：KBS《帝國的早晨》
- 2002年：SBS《野人時代》
- 2004年：KBS《新娘18歲》
- 2005年：SBS《薯童謠》
- 2005年：MBC《別巡檢》
- 2005年：MBC《第5共和國》
- 2006年：KBS《雪之女王》飾演 李鍾弼
- 2006年：KBS《等身佛》
- 2006年：KBS《再見獨奏》
- 2008年：SBS《On Air》飾演 金學善
- 2008年：KBS《太陽的女人》
- 2008年：KBS《彩票三人組》飾演 吳亨思
- 2008年：KBS《快刀洪吉童》飾演 特集幫頭
- 2009年：KBS《天下無敵李平岡》飾演 與平岡同一村的村民
- 2010年：SBS《濟眾院》飾演 日本公使的手下
- 2010年：KBS《國家的呼喚》飾演 周秀英的手下
- 2010年：KBS《Drama Special－Rock Rock Rock》飾演 舞廳社長的手下
- 2010年：KBS《麵包王金卓求》飾演 韓勝才的手下
- 2010年：KBS《逃亡者Plan.B》飾演 問了金塊抓捕真伊的刑警
- 2011年：KBS《Drama Special－特別搜查隊MSS（朝鲜语：특별수사대 MSS）》飾演 膽子小的警察
- 2011年：SBS《武士白東秀》飾演 捕盜大將的手下
- 2012年：OCN《Hero》飾演 儲蓄銀行行長
- 2012年：TV朝鮮《韓半島》飾演 北朝鮮軍人
- 2012年：KBS《嗚啦啦夫婦》飾演 酒店顧客諮詢部門的組長
- 2013年：JTBC《荊棘花》飾演 金百春
- 2013年：OCN《The Virus》飾演 姜泰植
- 2014年：KBS《感激時代：鬪神的誕生》飾演 火熊
- 2014年：tvN《詐欺遊戲》飾演 鬥牛犬（全英哲）
- 2015年：JTBC《Last》飾演 毒蛇
- 2016年：OCN《鄰家英雄》飾演 趙奉哲
- 2016年：SBS《Mrs. Cop 2》飾演 朴俊英
- 2016年：Naver TVcast《Click Your Heart》
- 2016年：KBS《壬辰倭亂1952》
- 2016年：SBS《浪漫醫生金師傅》飾演 咸勝浩
- 2016年：tvN《THE K2》飾演 民哲
- 2017年：JTBC《大力女子都奉順》飾演 算命師
- 2017年：OCN《Duel》
- 2017年：Netflix《My Only Love Song》飾演 金導演／使道大人
- 2017年：OCN《Black》飾演 吳昭泰
- 2018年：JTBC《漢摩拉比小姐》飾演 孟事成
- 2018年：JTBC《Beauty Inside》飾演 金理事
- 2019年：tvN《Abyss》飾演 朴基滿
- 2019年：JTBC《輔佐官2–改變世界的人們》飾演 金迥道
- 2020年：SBS《謊言的謊言 》飾演黃科長
- 2020年：SBS《飛吧開天龍 》飾演安英權
- 2020年：tvN《哲仁王后》飾演 韓杓鎮／韓深邕
- 2020年：SBS《Penthouse》飾演 尹太柱（尹室長）
- 2022年：SBS《為何是吳秀才》飾演 洪石八
- 2023年：Netflix《恋爱大战》饰演 刘成俊
- 2023年：KBS《高麗契丹戰爭》飾演 姜民瞻

### 電影
- 1991年：《將軍的兒子2》
- 1991年：《開闢》
- 1995年：《48 + 1》
- 1995年：《爸爸保鏢》
- 1996年：《上司》
- 1996年：《Two Cops2》
- 1997年：《拍檔》
- 1998年：《神氣的傢伙們》
- 1999年：《幽靈》
- 1999年：《朝鮮間諜》
- 2002年：《反黑奇謀》
- 2002年：《四房窸敵》
- 2002年：《點燃打火機》
- 2004年：《球愛咖啡屋》
- 2004年：《鬼變臉》
- 2005年：《大場面》
- 2006年：《偉大的系譜》
- 2006年：《孔必鬥》
- 2006年：《藍天》
- 2007年：《太陽的里面》
- 2007年：《麻婆島2》
- 2007年：《兒子》
- 2007年：《活得正直》
- 2009年：《迷情密碼》
- 2010年：《猜謎王》
- 2010年：《黃海》
- 2011年：《奇怪的客人們》
- 2012年：《與犯罪的戰爭：壞家伙的全盛時代》
- 2012年：《馬屁精》
- 2013年：《朋友2》
- 2013年：《青春情談》
- 2014年：《他不冏，他是我兄弟》
- 2014年：《黑手》
- 2015年：《危險的相見禮2》
- 2015年：《延坪海戰》
- 2015年：《手機》
- 2016年：《隧道》
- 2016年：《沒有愛》
- 2019年：《妓院公子（朝鲜语：기방도령）》飾演 大提學（友情出演）
- 2019年：《長沙裡：被遺忘的英雄們（朝鲜语：장사리 : 잊혀진 영웅들）》飾演 人民軍隊長
- 2019年：《誤入險境（朝鲜语：로드킬_(2019년_영화)）》飾演 崔午光

### 音樂劇
- 1992年：《仲夏夜的夢》
- 1993年：《Guys and Dolls》
- 1994年：《新婚日記》
- 1994年：《West Side Story》
- 2000年：《大場面》
- 2002年：《歡迎來到東莫村》
- 2004年：《出租車司機》